# Gewone eikendwergluis
De gewone eikendwergluis (Phylloxera coccinea)  is een plantenluis behorend tot de familie Phylloxeridae. 

## Kenmerken
Het is een kleine bladluis die aan de onderkant van de waardplant zit. De luizen hebben een lichaamslengte van minder dan 1 mm. De dieren zetten eitjes af in een dubbele concentrische cirkel. 
Hij verschilt van de kale eikendwergluis (Phylloxera glabra), die op dezelfde waardplant voorkomt, omdat de luizen latero-dorsaal een serie opvallende tuberkels hebben.